# Ateología
Ateología es un término que refiere a la disciplina que, en palabras de Michel Onfray, se ocuparía de una física de la metafísica, esto es, de una verdadera teoría de la inmanencia, una ontología materialista.
El término aparece en una carta de Georges Bataille a Raymond Queneau, con fecha de 29 de marzo de 1950, en la que se comenta el proyecto, por parte de Georges Bataille, de crear una Suma ateológica. Partiendo de este antecedente, Michel Onfray propone una disciplina que se ocupe del estudio y análisis del hecho religioso desde el ateísmo, abarcando campos como la psicología y psicoanálisis (analizar los mecanismos de la fabulación, como función creadora de ideas religiosas), la arqueología (investigación de las huellas de las religiones), la paleografía (fijación de documentos religiosos), historia (conocimientos de las episteme religiosas), mitología, hermenéutica, lingüística, etc.